# Esk, Cumbria
Esk är en flod i Lake District i Cumbria, England. Floden börjar i Sca Fellbergen på cirka 800 meter över havet och rinner ut i Irländska sjön vid Ravenglass.